# Resolució 2138 del Consell de Seguretat de les Nacions Unides
La Resolució 2138 del Consell de Seguretat de les Nacions Unides fou adoptada per unanimitat el 13 de febrer de 2014. El Consell va ampliar el mandat del Comitè de sancions del Sudan i va demanar que el grup d'experts de la comissió proporcionés un informe final sobre les seves conclusions abans del gener de 2015. Va recordar amb pesar que els grups armats del Darfur continuaven cometent actes de violència contra civils, i va descriure la intenció d'imposar més sancions específiques contra els responsables.
El Consell va expressar la seva preocupació pel subministrament a Sudan d'assistència tècnica i suport financer que es podria utilitzar per donar suport a l'exèrcit sudanès en violació de les resolucions 1556 i 1591, i va demanar al Sudan que posés fi a l'acumulació i l'ús indegut d'armes petites i lleugeres al Darfur. A més, la resolució va instruir al Comitè de Sancions per fer front a les violacions del règim de sancions, i va assenyalar que alguns estats no complien les prohibicions de viatge i la congelació de béns prescrits per les resolucions 1556 i 1591.